# Cyanopepla obscura
Cyanopepla obscura là một loài bướm đêm thuộc phân họ Arctiinae, họ Erebidae.